# Cornelis Bas
Cornelis Bas (ur. 10 grudnia 1928 w Rotterdamie, zm. 10 kwietnia 2013) – holenderski mykolog.

## Życiorys i praca naukowa
W 1954 r. ukończył studia biologiczne na Uniwersytecie w Lejdzie i rozpoczął pracę na tym uniwersytecie w National Herbarium of the Netherlands. Pracował tu aż do emerytury jako kurator zbioru grzybów. Współpracując z R.A. Maasem Geesteranusem unowocześnił zbiory i wzbogacił je o dobrze opisane zielniki grzybów wyższych z Holandii i innych krajów Europy. Kolekcja liczy około 0,5 miliona okazów. W 1969 roku obronił pracę doktorską w zakresie rewizji gatunków Amanita.
Był jednym z założycieli i redaktorów czasopisma mykologicznego Persoonia i działaczem Holenderskiego Towarzystwa Mykologicznego. Prowadził działalność dydaktyczną na uczelni i badania naukowe, które kontynuował również po przejściu na emeryturę.
W nazwach naukowych utworzonych przez niego taksonów dodawane jest jego nazwisko Bas.